# 高松義行
高松 義行（たかまつ ぎぎょう、1954年12月2日 - ）は、日本の政治家、僧侶。福島県本宮市長（4期）。

## 来歴
大正大学卒業。本宮町役場に5年間勤務。1995年（平成7年）から本宮町議会議員を3期務めた。
2007年（平成19年）1月1日、本宮町と白沢村が合併し本宮市が発足。同市議を2期務め、初代議長も務めた。また、もとみや青年会議所第7代理事長も務めている。
2011年（平成23年）1月16日に行われた本宮市長選挙に初当選した。投票率は43.73％。2月4日、市長就任。
2015年（平成27年）、再選。投票率は59.75％。
2019年（平成31年）、無投票により3選。
2023年（令和５年）、無投票により4選。